# هیوئلزفیلد
هیوئلزفیلد (به انگلیسی: Hewelsfield) یک روستا در بریتانیا است که در Hewelsfield and Brockweir واقع شده‌است. هیوئلزفیلد ۴۸۴ نفر جمعیت دارد.